# Жилищен комплекс
Жилищен комплекс (съкратено ж.к., на английски: residential area, housing estate, housing complex or housing development) е наименованието на построените след Втората световна война квартали в България. Като цяло те се състоят от многоетажни апартаментни сгради, изградени по различни строителни технологии.

## История
Сред най-старите жилищни комплекси в България са софийските ж.к. Западен парк, ж.к. Хиподрума, ж.к. Красно село и ж.к. Яворов.  Жилищни комплекси се проектират специално за да приютят големия брой хора, които се преселват в градовете по време на индустриализацията на страната. Най-големият жилищен комплекс в България е столичният ж.к. Люлин, с население от 121 000 – което го прави по-голям от град Плевен.
Жилищни зони с подобно териториално планиране в света са известни като:
- housing projects, или просто „projects“ в Америка
- council estates или просто „estates“ във Великобритания
- HLM или „cités“ във Франция
- хрушчовки в Русия

(забележка: HLM и Хрушчовка се отнасят по-скоро до отделните сгради, отколкото до целите квартали, но се използват като общо нарицателно за този тип строителство.)

## Строителство
Сградите в жилищните комплекси са построени по различни методи – монолитно строителство, едропанелно строителство, ЕПК, пакетно-повдигани плочи и други. От първата половина на 60-те години насетне особена популярност придобива едропанелното строителство, което бързо се превръща в доминираща строителна технология и остава такава до началото на 90-те години. Едропанелното строителство се характеризира с изработване на специални стоманобетонни елементи по различни номенклатури, които се произвеждат в промишлено предприятие и се сглобяват на строителния обект. Примери за такива номенклатури (т.е. серии едропанелни жилищни сгради) са Бс-69-Сф и Ос-68-Гл.